# Anyphaena dominicana
Anyphaena dominicana là một loài nhện trong họ Anyphaenidae.
Loài này thuộc chi Anyphaena. Anyphaena dominicana được Carl Friedrich Roewer miêu tả năm 1951.